# Банрю Мару

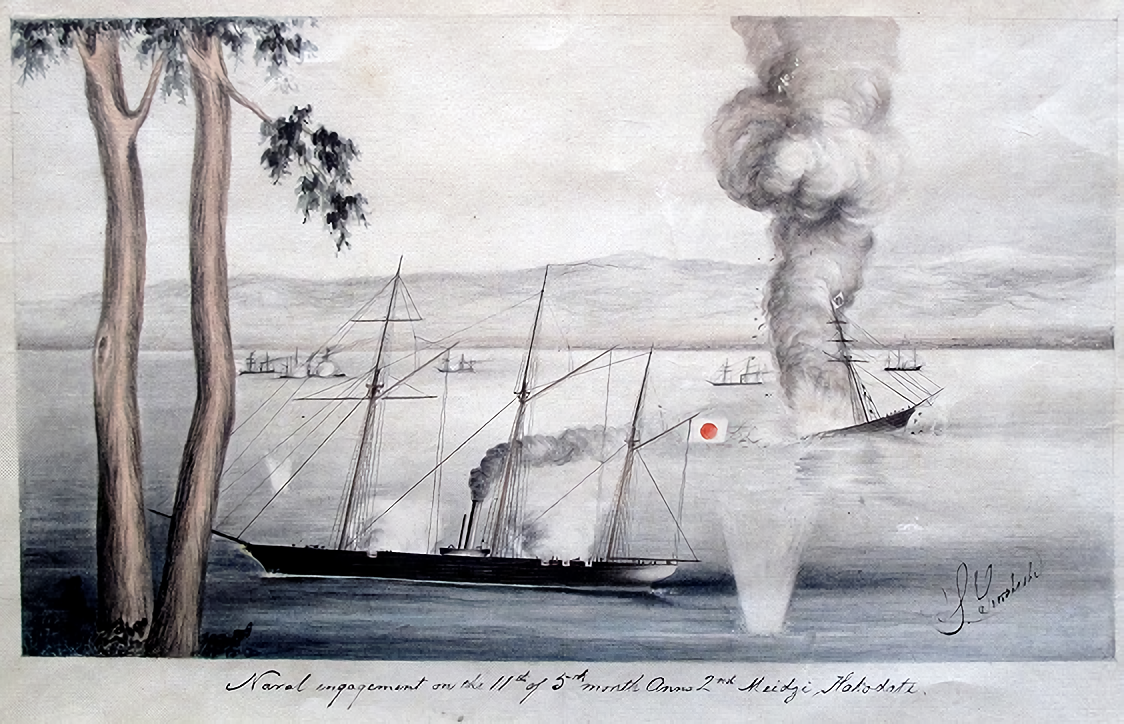
Банрю Мару уничтожила Имперский военный корабль «Тёйо Мару» в военно-морской битве 1869 года в заливе Хакодате.

Банрю Мару (яп. 蟠竜丸) была шхуной флота сёгуната Токугава. После падения сёгуната была частью флота лоялистов Токугавы Республики Эдзо во время войны Босин в Японии. Шхуна — трёхмачтовое судно с косыми парусами, имела длину 137,2 футов (41,8 метра), ширину 17,11 футов (5,45 метра), осадку 10,7 футов (3,23 метра) и была водоизмещением 370 тонн. Она была вооружена шестью 12-фунтовыми бронзовыми пушками калибром 121 мм. Построена в 1856 году судостроительной верфью Blackwall Yard, Лондон, Великобритания. Была списана в 1888 году и разобрана в 1897 году.